# Marek Kotarba
Marek Kotarba (ur. 25 grudnia 1952 w Warszawie) – artysta ceramik, rzeźbiarz, malarz, rysownik i grafik. Mieszka i pracuje w Warszawie. Studiował rzeźbę w pracowni prof. Ludwiki Nitschowej. Absolwent Europejskiej Akademii Sztuk w Warszawie. Dyplom w pracowni prof. Antoniego Fałata i prof. Barbary Szubińskiej. Studiował rysunek pod kierunkiem Franciszka Starowieyskiego i Wiktora Zina.
Twórca Kotarbanów. Kotarban prezentowany pod autorską nazwą to unikalne dzieło sztuki stanowiące połączenie nieskazitelnie białej porcelany z bogactwem barw malarstwa. Dzieło jednocześnie wynosi obraz ku przestrzeni trójwymiarowej  i sprowadza rzeźbę do przestrzeni dwuwymiarowej.
Członek ZPAP oraz Międzynarodowego Stowarzyszenia Artystów Ceramików „KERAMOS”.
Prace artysty znajdują się w zbiorach kolekcjonerów z Polski, Francji, Niemiec, Finlandii, Szwecji, Włoch, Kanady, USA, Izraela, W Muzeum Narodowym w Warszawie oddział Nieborów, w Muzeum Ceramiki w Bolesławcu oraz w Międzynarodowym Muzeum Ceramiki w Faenzy we Włoszech.

## Wystawy/nagrody
Ważniejsze wystawy indywidualne:
- 1988 – Czarne i białe, Galeria Sztuki Polskiej, Olsztyn
- 2000 – Portret ceramiczny, Lyon, Francja
- 2005 – Ceramiczne pejzaże, Galeria AKTYN, Warszawa
- 2008 – Zimowy świat porcelany, wystawa ceramiki, Galeria Europejska Galeria Sztuk, Cytadela	Warszawa
- 2008 – Rzeźba i ceramika, Oinght, Francja
- 2011 - Zwielokrotnienie, Marek Kotarba, galeria OW ZPAP, Warszawa
- 2012 – Obrazy, Hotel Mariott, Warszawa
- 2014 – Potrójne działanie, Kotarba Design Studio, Hotel Mariott, Warszawa, galeria CDN
- 2016 – Nastroje – Prom Kultury Saska Kępa, Warszawa
- 2019 – Na początku – Centrum sztuki Fort Sokolnickiego Warszawa
- 2020-2021 – Osobowości Kultury  – Teatr Polski, Warszawa
- 2020-2022 – Żoliborz w kwiatach – Galeria przystanek, Warszawa
- 2021 – Ocalić od zapomnienia  -Galeria W-Z, Warszawa
- 2022 – Kotarbany underground – galeria OW ZPAP, Warszawa

Ważniejsze wystawy zbiorowe:
- 1986 – 1999 Sofia, Moskwa, Warszawa, Poznań, Praga, Sztokholm, Helsinki, Budapeszt, Bruksela
- 2000 – 2009 Furstenvalde
- 2010 – 2019 Warszawa, Kair, Faenza, Furtenvalde, Limerick, Miluza
- 2020  – 2022 Warszawa